# تاريخ السويد (1945-1967)
يغطي هذا المقال تاريخ السويد من نهاية الحرب العالمية الثانية حتى عام 1967.

## لمحة عامة
خرجت السويد سالمة من الحرب العالمية الثانية. ظلت سياسة عدم الانحياز السويدية قائمةً رسميًا، رفضت السويد عضوية حلف شمال الأطلسي لكنها انضمت إلى الأمم المتحدة، وفيما بعد رابطة التجارة الحرة الأوروبية. كان تيغي إيرلاندر من حزب العمال الديمقراطي الاشتراكي السويدي رئيسًا للوزراء منذ عام 1946 وحتى عام 1969، وهي فترة ازدهار اقتصادي واجتماعي استثنائي، وبطالة منخفضة عمومًا، لكن مع انتقال المزيد والمزيد من الناس إلى المدن طُرِحت مشاكل الأوضاع السكنية. استجابةً للنقص في الإسكان، قدمت الحكومة برنامج المليون، وهو موجة وطنية لتنمية الضواحي بهدف إنشاء مليون منزل منذ عام 1965 وحتى عام 1974. شهدت هذه الفترة بداية هجرة واسعة النطاق إلى بلد اعتاد أن يكون واحدًا من أكثر البلدان المتجانسة عرقيًا في العالم. تألفت المرحلة الأولى من الهجرة من العمال من أوروبا الجنوبية، الذين جذبتهم حملات الإعلان والتجنيد في بلدانهم الأصلية، على سبيل المثال إيطاليا والنمسا. في السبعينيات والثمانينيات من القرن العشرين، وصل العديد من اللاجئين مع عائلاتهم من عدة دول، على سبيل المثال: تشيلي، وكردستان، وفيتنام، والصومال، بعضهم مع وضع اللاجئ، والبعض الآخر على حصة الهجرة. في الوقت نفسه، دخل الاقتصاد بقوة في فترات أقل ازدهارًا: في حين استمرت السويد باعتبارها دولة صناعية تمامًا مع العديد من الشركات ذات الابتكار المتطور، خاصة في الهواتف، وإدارة الطاقة، والمواد الكيميائية، والصيدلة، وصناعة الأغذية، ولم يعد هذا النمو في الإنتاج أو المضاعفات يولد قدرًا كبيرًا من فرص العمل الجديدة في السويد، وبالتالي لم تبتلع الأجيال التي نشأت منذ عام 1980.
كانت السويد الدولة الأخيرة في أوروبا القارية التي أدخلت جهة السير على يمين الطريق في 3 سبتمبر 1967. تم ذلك في اليوم إتش، على الرغم من النتيجة السلبية لاستفتاء عام 1955.

## الحياد السويدي في الحرب الباردة
حافظت السويد على نهج مزدوج خلال الحرب الباردة، علنًا أبقت على سياسة الحياد الصارمة بحزم ولكن بصفة غير رسمية، حافظت على علاقات قوية مع الولايات المتحدة إذ أمِلت أن تستخدم الولايات المتحدة الأسلحة التقليدية والنووية لضرب مناطق انطلاق السوفييت في دول البلطيق المحتلة في حالة الهجوم السوفيتي على السويد. مع مرور الوقت وبسبب عقيدة الحياد الرسمية، كان عدد قليل من المسؤولين العسكريين السويديين على دراية بالتعاون العسكري مع الغرب، الأمر الذي جعل التعاون في حالة الحرب أكثر صعوبة. في الوقت نفسه، اعتمد التخطيط الدفاعي السويدي بالكامل على مساعدة الخارج في حالة الحرب. أدى عدم السماح بذكر ذلك بصوت عالٍ في نهاية المطاف إلى اختلال توزان شديد في القوات المسلحة السويدية. على سبيل المثال: أبقوا على قدرة دفاع قوية ضد الغزو البرمائي، في حين كانت القدرة على ضرب مناطق الانطلاق الداخلية غائبة تمامًا تقريبًا. كانت الوحدة السياسية بين الأحزاب الديمقراطية بشأن سياسات الحياد شاملةً مما مكن السويد من إعادة تسليح الجيش. كان نصيب الفرد من الإنفاق العسكري في السويد الأعلى في العالم في السنة السبعين والسنة الثمانين من القرن العشرين. بسبب سياسة الحياد، أنتِجت معظم المعدات العسكرية وجرى تطويرها في السويد من قبل شركات مثل ساب للطائرات، وكوكومز، وبوفورز، وهيغلوندس (حاليًا بي إيه إي سيستمز إيه بي). لَخص رئيس الوزراء أولوف بالمه الحياد السويدي في خطاب ألقاه عام 1985، (نحن ندافع عن استقلال السويد في وقت السلم، وندافع بحزم عن أرضنا ضد كل دخيل أجنبي).
انتشرت في أوائل الستينات من القرن العشرين الغواصات النووية الأمريكية المسلحة بصواريخ نووية متوسطة المدى من نوع بولاريس إيه- 1 خارج الساحل السويدي الغربي. جعلت اعتبارات المدى والسلامة هذه المنطقة جيدةً لشن ضربة نووية انتقامية على موسكو عن طريقها. توجب أن تكون الغواصات قريبة جدًا من الساحل السويدي لتصل إلى أهدافها المقصودة. ونتيجة لذلك، في عام 1960، وهو نفس العام الذي نشِرت فيه الغواصات لأول مرة، قدمت الولايات المتحدة للسويد ضمانة أمنية عسكرية. وعدت الولايات المتحدة بتوفير قوة عسكرية لمساعدة السويد في حالة العدوان السوفيتي.
كجزء من التعاون العسكري، قدمت الولايات المتحدة الكثير من المساعدة في تطوير المقاتلة ساب فيجن 37، إذ اعتبِرت القوات الجوية السويدية القوية ضرورية لمنع الطائرات السوفيتية المضادة للغواصات من العمل في منطقة إطلاق الصواريخ. في المقابل قدم العلماء السويديون من المعهد الملكي للتكنولوجيا مساهمات كبيرة في تحسين الأداء الاستهدافي لصواريخ بولاريس.

## التغير السكاني
كانت الهجرة طفيفة منذ عام 1930. غادر نحو 15,000- 30,000 شخصًا السويد سنويًا بعد عام 1965. رحبت السويد باللاجئين والمشردين في نهاية الحرب العالمية الثانية. شكلت الهجرة 45% من النمو السكاني بين عامي 1945 و1980 بسبب انخفاض معدل المواليد. بحلول عام 1991، ولد 9%من السكان في الخارج. زادت الهجرة مرة أخرى بسرعة بعد عام 1980، ومعظمها بسبب اللاجئين الجدد، لتصل إلى أكثر من 60,000 سنويًا بحلول عام 1990. أثارت الزيادة بعض المشاعر المعادية للمهاجرين. كان هناك 508,000 مواطنًا أجنبيًا في السويد بحلول عام 1994، تركزوا بشكل رئيسي في المدن الكبرى. كانت المجموعات الكبرى هي الفنلندية (210,000)، واليوغسلافيا (70,000)، والإيرانيين (48,000)، والنرويجيين (47,000)، والدنماركيين (41,000)، والأتراك (29,000). يشكل الأتراك والإيرانيون 8% و12% على التوالي من السكان غير الأوروبيين المولودين في الخارج. يجوز للأجانب التصويت في الانتخابات المحلية السويدية بعد ثلاث سنوات من الإقامة القانونية.
أصبحت السويد من البلدان المتحضرة جدًا بعد الحرب العالمية الثانية، وبلغ معدل المناطق الحضرية 83% في عام 1990، و85% حاليًا. عاش 38% فقط من السكان في المناطق الحضرية في عام 1940، وكانت النسبة 11% فقط في عام 1860 قبل التصنيع. انتهى الانتقال الواسع النطاق من الريف إلى الولايات المتحدة نحو عام 1900. تسارعت الحركة إلى المدن السويدية منذ عام 1945، مما أحدث انخفاضًا سكانيًا في العديد من المناطق، خاصةً في الشمال. معظم المدن صغيرة. بلغ عدد سكان 10 مدن فقط أكثر من 100,000 نسمة. يبلغ عدد سكان المناطق الحضرية في ستوكهولم مليوني نسمة، ويوجد في غوتنبرغ 906,000 نسمة في منطقتها الحضرية، ويبلغ عدد سكان مالمو (بما في ذلك لوند) 260,000 نسمة، بينما يوجد في مركز أوبسالا التعليمي 130,000 نسمة. المدينة الكبيرة الوحيدة في الشمال هي سوندسفال (95,000 في منطقة المترو)، التي نمت مع تطور الصناعات الحرجية في القرن التاسع عشر وهي الآن أيضًا مركز لمعالجة البيانات.

## الثقافة ووسائل الإعلام
كان التأثير الثقافي للمملكة المتحدة والولايات المتحدة واضحًا منذ الحرب. زادت الثقافات الفرعية الأصلية والمستوردة، وكأمثلة بارزة ثقافات الراغر، والبروغ الأناركية المستوحاة من موسيقى الروكابيلي. (قبل الحروب العالمية، كانت الثقافة السويدية مستوحاةً أكثر من ألمانيا). حققت الأفلام والموسيقى السويدية شهرة عالمية مع أسماء مثل إنغمار برغمان، وسفين نيكفيست، ولاسي هالستروم، وبيرجيت نيلسون، وفرقة آبا، وفرقة إنتومبد، وفرقة روكسيت، ودينيز بوب، وماكس مارتن. حاليًا، السويد هي الدولة الوحيدة غير الناطقة باللغة الإنجليزية في العالم مع صادرات صافية للموسيقى. يتقن معظم السويديين اليوم اللغة الإنجليزية، وهناك قدر كبير من الموسيقى الشعبية السويدية المنتجة التي أصلها أغاني إنجليزية، والعلامة التجارية للغة الإنجليزية شائعة جدًا.
أثارت الثورة الجنسية، مع المحتوى الجنسي في وسائل الإعلام (ولا سيما فيلمي 491، وآي آم كريوس (يلو))، مع الدخول الواسع للنساء في العديد من ممرات الحياة المهنية (بما في ذلك الكهنوت) في الستينيات والسبعينيات من القرن العشرين حركة مناهضة أخلاقية، متضمنةً حزب الديمقراطيون المسيحيون، ولكن هذا التيار كان نجاحه السياسي ضئيلًا.
انتشر الراديو والتلفزيون في وقت مبكر على نطاق واسع في السويد، لكن الحكومة كافحت للحفاظ على احتكار رخصة التلفزيون السويدي الممولة حتى أواخر الثمانينيات من القرن العشرين، إذ أصبح التلفزيون الفضائي والكبلي شائعًا، وسُمِح للقناة التجارية تي في 4 بالبث الأرضي.

## الرياضات
قدمت السويد العديد من الرياضيين المشهورين عالميًا خلال هذه الفترة، من بينهم الملاكم إينجمار يوهانسون، والمتزلج على جبال الألب إينجمار ستينمارك، ولاعب التنس بيورن بورغ، ولاعبي هوكي الجليد بوريا سالمينغ، وكينت نيلسون. استضافت السويد العديد من الأحداث الرياضية رفيعة المستوى، على سبيل المثال فعاليات الفروسية في دورة الألعاب الأولمبية الصيفية لعام 1956، وكأس العالم لكرة القدم عام 1958.